# Abbaye Notre-Dame de Boquen
L'abbaye Notre-Dame de Boquen, située à l'orée de la forêt de Plénée-Jugon (Côtes-d'Armor), est une ancienne abbaye cistercienne, fondée au XIIe siècle, supprimée à la Révolution française, restaurée à partir de 1936, et desservie, depuis, par plusieurs communautés religieuses. Elle a été classée monument historique en 1938.

## Historique

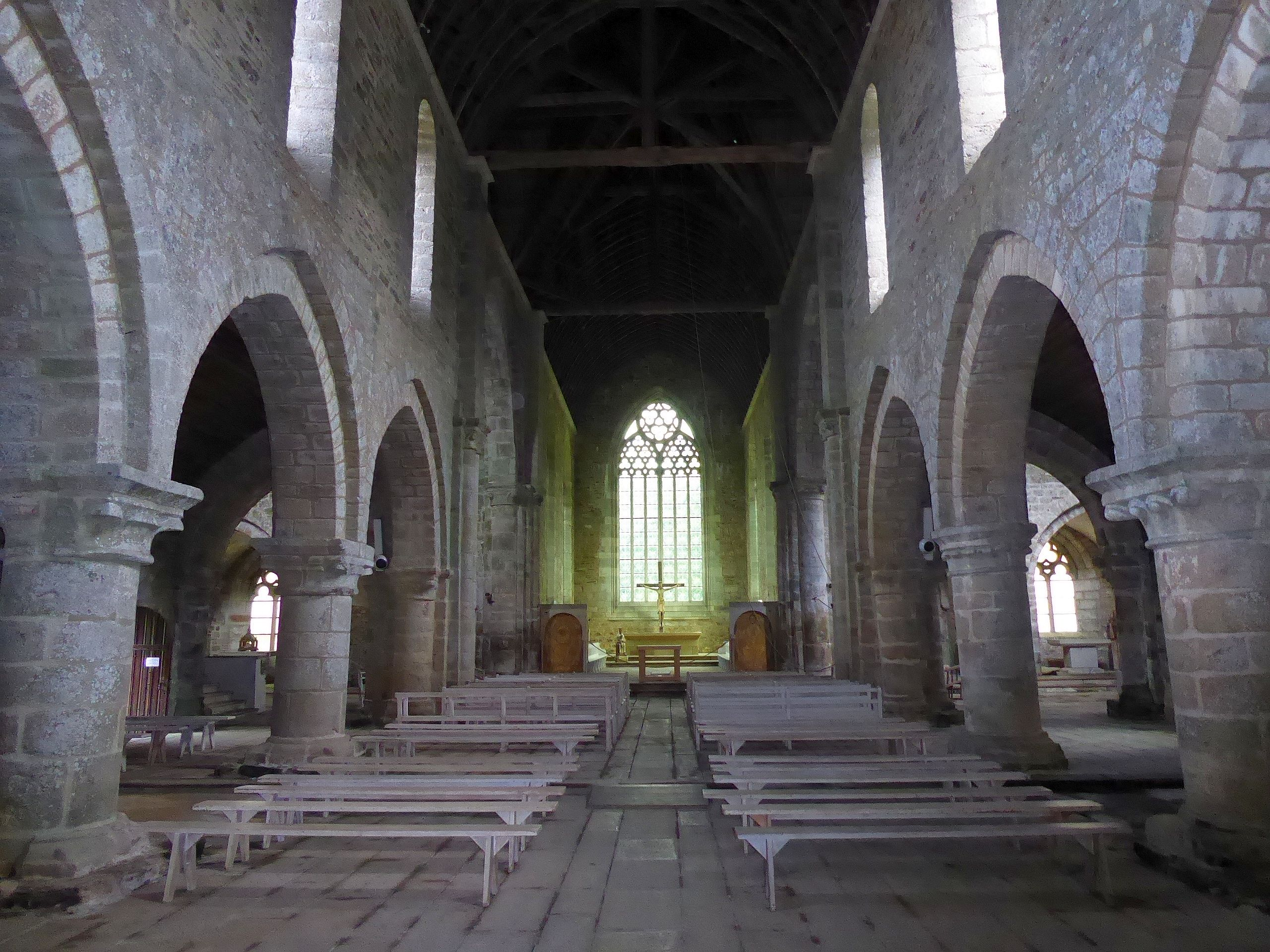
La nef.

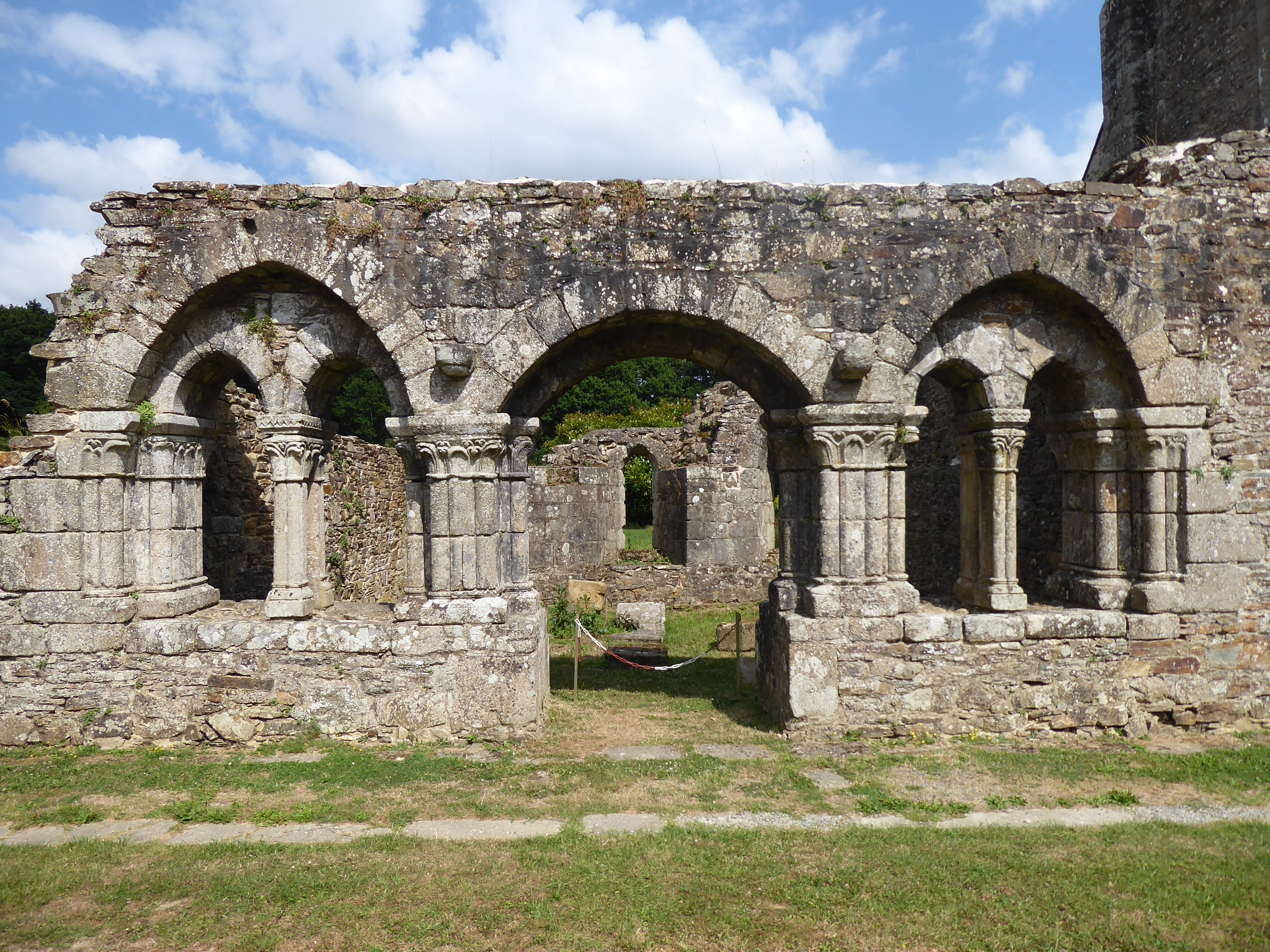
La salle capitulaire.

L'abbaye de Boquen est fondée en 1137 par Olivier II de Dinan et son épouse Agnorie de Penthièvre pour une petite colonie de moines issus de l'abbaye de Bégard, et dirigés par un certain Adonias qui en est le premier abbé. Boquen a à sa tête dix-sept abbés réguliers, d'Adonias jusqu'à Normand Baudre, élu en 1483, et quinze abbés commendataires, de Christophe de La Moussaye en 1494 à Joseph-Mathurin Le Mintier de 1757 à 1790.
Le territoire administré par l'abbaye s'articule autour de quatre grandes exploitations agricoles appelées granges : à Plénée, Sévignac, Broons et Saint-Gouéno. Mais les possessions des moines s'étendent sur un territoire plus vaste, avec des pêcheries à Morieux, des maisons de ville à Dinan, Moncontour et Broons, des fermes à Collinée, au Gouray et à Saint-Jacut-du-Mené. Les religieux de Boquen interviennent sur ce vaste territoire au moins jusqu'au XVIe siècle. Après, ils se font confisquer leurs biens, surtout par les familles nobles des environs, les mêmes qui, quatre siècles plus tôt, ont contribué à leur enrichissement.
L'abbaye est vendue comme bien national pendant la Révolution. Le dernier prieur de Boquen, Louis Josse, prête le serment constitutionnel et achète l'abbaye et ses terres, soit 33 hectares, le 26 mai 1791, pour 31 000 livres.

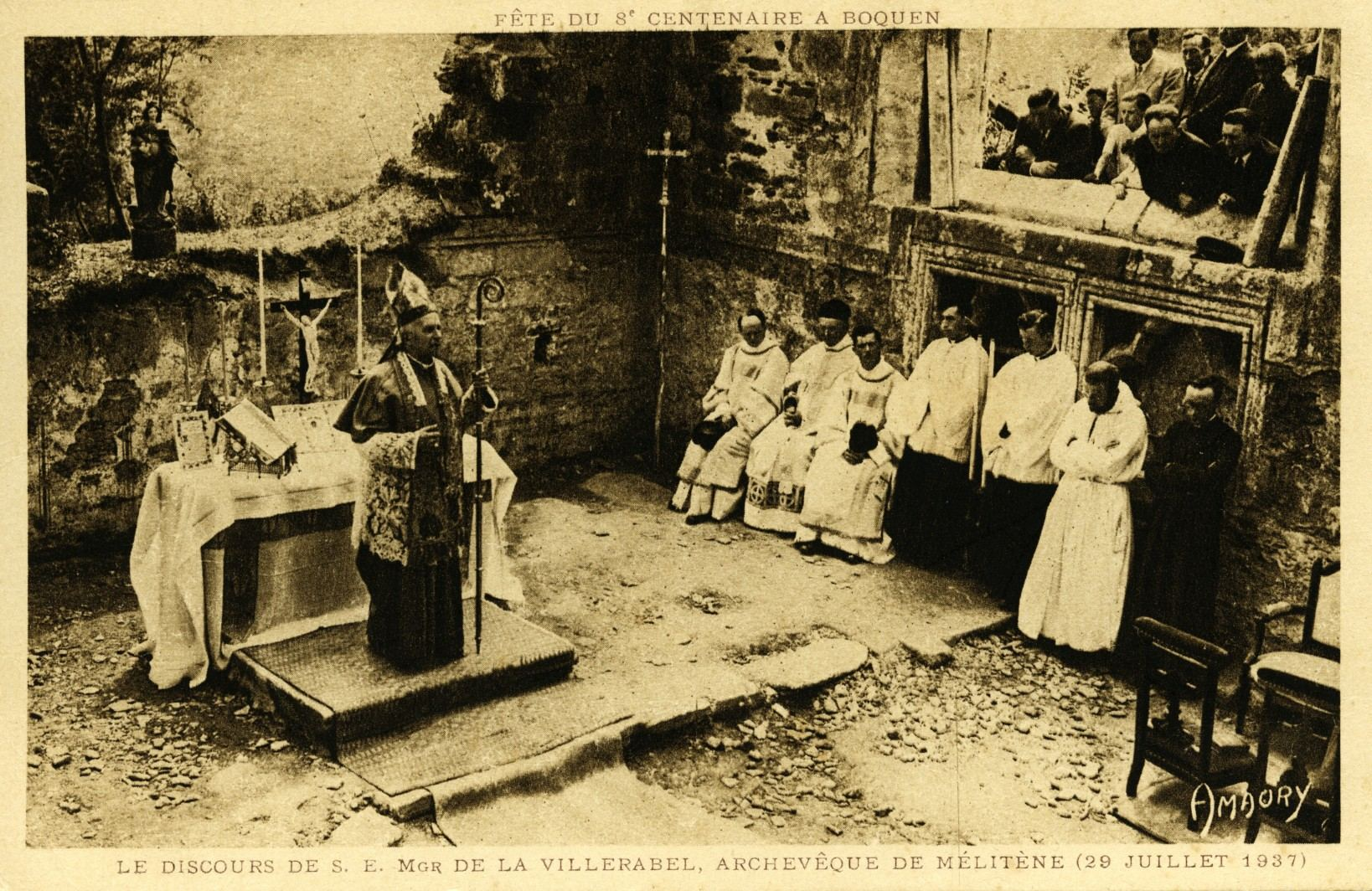
Fêtes du huitième centenaire de l'abbaye.

L’abbaye abandonnée est découverte et réinvestie par Dom Alexis Presse en 1936, lequel en fait l'un des foyers spirituels du monachisme contemporain. Il lance un projet avorté de refondation de Clairvaux. En 1965, son successeur Bernard Besret poursuit l'expérience de réforme monastique, dans le sillage de Vatican II et de Mai 68.
De 1976 à 2011, l'abbaye est confiée aux Sœurs de Bethléem. En 2010, en accord avec l'évêque du diocèse, ces dernières proposent à la communauté du Chemin Neuf de reprendre le service de prière qu'elles ne pouvaient plus assumer. Cette communauté prend possession des lieux le 1er janvier 2011,,. François Kervéadou y est inhumé en 1983[réf. souhaitée].

## Liste des abbés connus

### Abbés réguliers
- 1137 : Adonias
- ? : Guethenoc
- 1148 : Kennaroc
- 1202 : Brient
- 1238 - 1241 : Alain
- 1246 - 1253 : Pierre Ier, écrit l'année de son élection à R…, abbé de Saint-Aubin des Bois en Plédéliac.
- 1267 - 1272 : Guillaume Ier
- 1309 : Luc
- 1333 - 1345 : Pierre II
- 1360 : Yves Boaudi ?
- 1367 : Henri
- 1381 - 1434 : Guillaume II Grignon
- 1434 - 1449 : Jean Ier Bouret
- 1449 : Louis du Verger
- 1462 : Nicolas Rabel
- 1472 - 1480 : Jean II Gomart
- 1486 - 1486 : Normand Baudre

### Abbés commendataires
- 1494 - 1521 : Christophe de la Moussaye
- 1522 : Guillaume III de Kersal
- 1529 - 1537 : Jean de la Motte
- 1538 - 1546 : Guillaume IV Eder
- 1546 - 1582 : Maurice de Commacre
- ? : Sansom Bernard
- ? : Bertrand de Goyon
- ? : Mathurin Tardivel
- ? : Jean Bouan
- ? : Jean Gillet
- 1615 1653 : Olivier Frottet
- 1653 - 1680 : Urbain d'Espinay
- 1682 : Philippe Jean Le Chapellier de Mauron
- 1723 - 1757 : Jacques de Durras
- 1757 - 1790 : Joseph Mathurin Le Mintier

### Deux supérieurs à l'origine du renouveau de l'abbaye
Au XXe siècle, deux supérieurs ont particulièrement marqué la vie de l'abbaye :
Dom Alexis Presse (1883-1965), moine profès de Timadeuc (Morbihan), docteur en Droit canonique, abbé de Tamié (Savoie) de 1925 à 1936, démis en 1936, qui s'installe à Boquen, seul d'abord, le 16 octobre 1936. Rejoint par quelques frères, il restaure peu à peu la vie monastique dans l'ancien monastère, reconstruisant une grande partie des bâtiments ruinés et envahis par la végétation. L'église abbatiale, entièrement restaurée, est reconsacrée en août 1965. Dom Alexis meurt le 1er novembre 1965 et est inhumé dans la première chapelle du transept sud de l'église.
Le père Bernard Besret, nommé prieur en 1964 (à 29 ans). Expert lors du concile Vatican II, il fait d'abord de l'abbaye de Boquen une sorte de laboratoire pour la réforme de la vie monastique, prônant une ouverture sans limites sur le monde, au détriment des règles traditionnelles de l'Ordre de Cîteaux et des dogmes professés par l'Église catholique (il va jusqu'à prôner l’abandon du célibat ecclésiastique). Pendant les années 1965-1975, l'abbaye, peu à peu abandonnée par ses moines, se transforme en un lieu d'agitation et d'échanges entre chrétiens « en recherche » et laïcs (hommes et femmes) de toutes opinions religieuses et philosophiques. Désapprouvé par sa hiérarchie, Bernard Besret est démis de ses fonctions de prieur en octobre 1969. Lui succède, au mois de novembre de la même année, le père Guy Luzsénszky (1909-1994), d'origine hongroise, moine de l'abbaye de Lérins (Alpes-Maritimes), qui ne tarde pas à faire siennes les idées du prieur destitué. La communauté monastique (inexistante depuis plusieurs années) est officiellement dissoute le 10 avril 1973. Bernard Besret, qui s'est, entre-temps, déclaré franc-maçon (Grand Orient de France), quitte définitivement le monastère en 1974 pour se reconvertir à la vie civile.

## Architecture

### L’église abbatiale

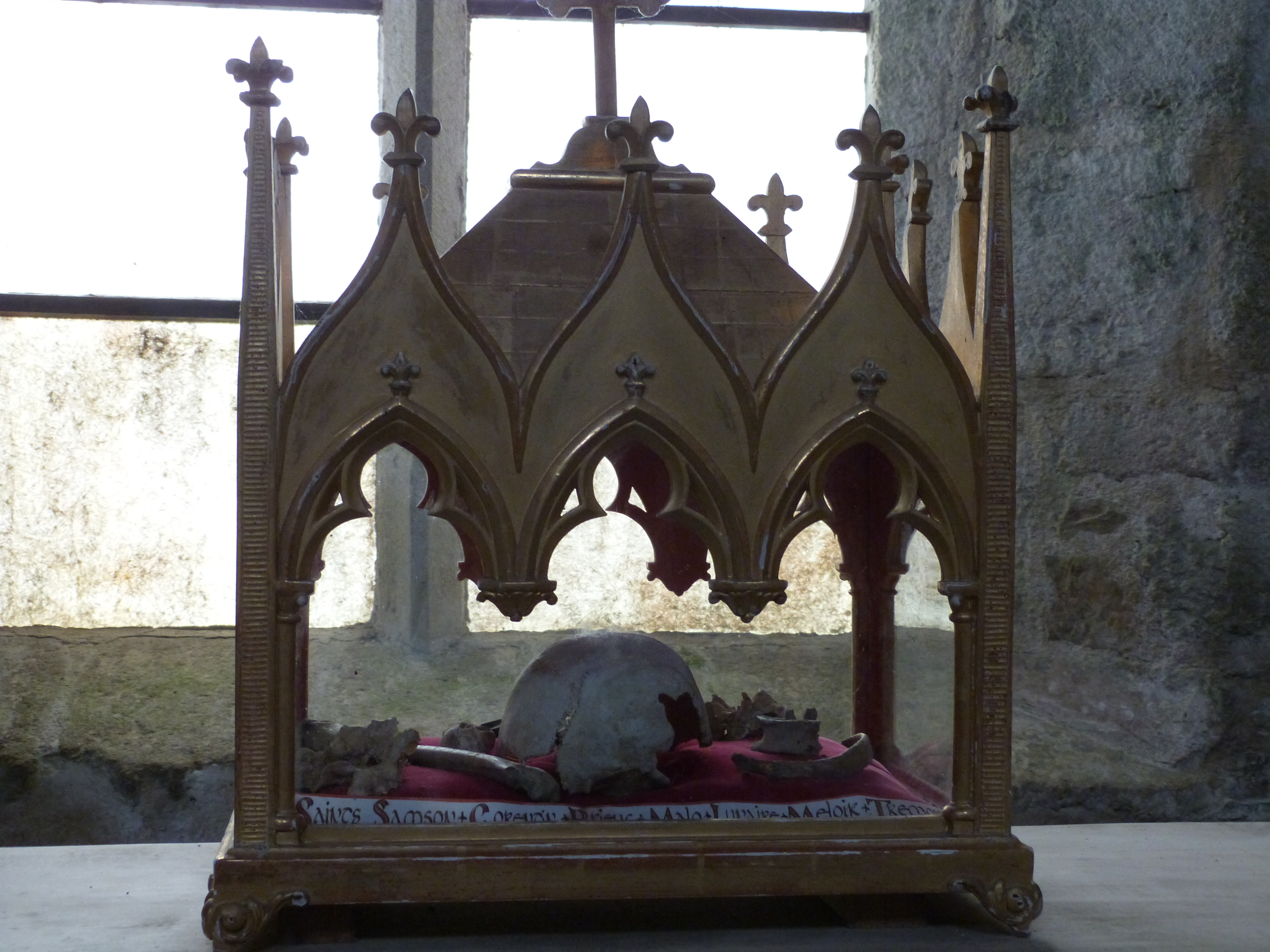
Les autels du transept nord abritent deux reliquaires en bois doré du XIXe siècle : l'un contient un crâne et un fémur de saint Magloire et l'autre les ossements de saint Samson, saint Corentin, saint Brieuc, saint Malo, saint Lunaire, Ssint Méloir et saint Trémor (comme l'indique l'inscription (sur la photo).

L’abbatiale, élevée pendant le dernier quart du XIIe siècle, est en croix latine surmontée, à la croisée du transept, d’une flèche de charpente. Elle fait une cinquante mètres de longueur sur sept mètres de large. Le chevet plat, flanqué de chaque côté de deux chapelles rectangulaires, est typique de l’architecture cistercienne,.
La façade ouest, entièrement construite en grand appareil, est scandée par quatre contreforts maçonnés encadrant le portail à quatre voussures en arc brisé (la plus extérieure est décorée de perles) retombant de chaque côté sur deux colonnettes engagées aux chapiteaux à décor végétal. Au dessus, une grande fenêtre centrale repose sur une moulure horizontale qui sépare les deux niveaux. Un petit oculus s’ouvre dans l’axe au niveau du pignon. Des témoignages antérieurs à la restauration (notamment Roger Grand en 1958) laissent à penser qu’à l’origine deux baies supplémentaires s’ouvraient de part et d’autre de la grande fenêtre. Quatre trous de boulins percés dans les contreforts sous la corniche médiane semblent indiquer l’existence d’un porche en avant de la façade.
L’intérieur de l’abbatiale frappe par son dépouillement. Comme pour les édifices du premier âge roman, les murs sont montés en petit appareil, le grand appareil étant réservé aux éléments porteurs.
La nef de quatre travées possède trois vaisseaux couverts d'une charpente moderne. La première travée, très longue et autrefois réservée aux convers, ne possède pas d’ouverture sur les bas-côtés, disposition commune avec l’abbaye du Relec. Les trois travées suivantes ouvrent sur les bas-côtés par de grands arcs brisés à double rouleaux retombant sur d’épaisses colonnes avec courts chapiteaux décorés de feuillages et bases à griffes. La nef est éclairée de chaque côté par cinq fenêtres hautes de plein cintre, sans moulure. Elles s’ouvrent dans le mur nu, dépourvu de toute animation murale. Les collatéraux, détruits au XVIe siècle, ont été reconstruits au XXe siècle.
La croisée du transept était originellement marquée par quatre arcs diaphragmes brisés retombant des piles composées à colonnes engagées ornées de chapiteaux sculptés. Celles côté nef sont jumelées, mais les arcs qu’elles portaient ont été supprimés, probablement au XVe siècle, lors de la reconstruction du chœur. Chaque bras du transept s’ouvre à l’est sur deux chapelles rectangulaires couvertes d’un berceau brisé, seules parties voûtées de l’édifice.
Le chœur gothique à simple vaisseau, bien plus profond que le chœur d’origine, contient le tombeau de Gilles de Bretagne. Un gisant en chêne, à son effigie, couvrait autrefois sa sépulture ; il est aujourd'hui conservé au musée d'art et d'histoire de Saint-Brieuc,. Le chœur s’achève sur un chevet plat percé d’une baie à remplage.

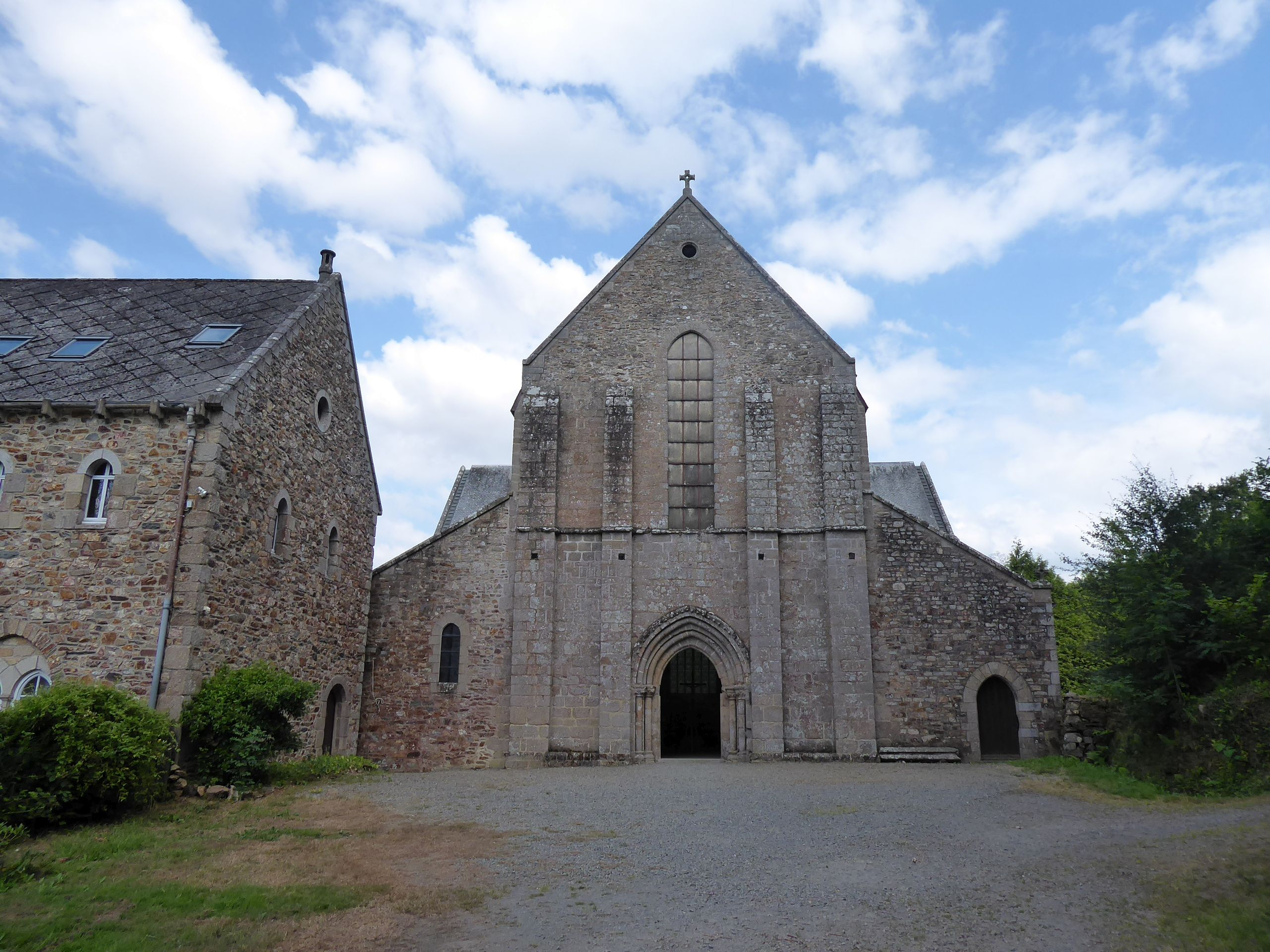
La façade ouest de l'abbatiale.
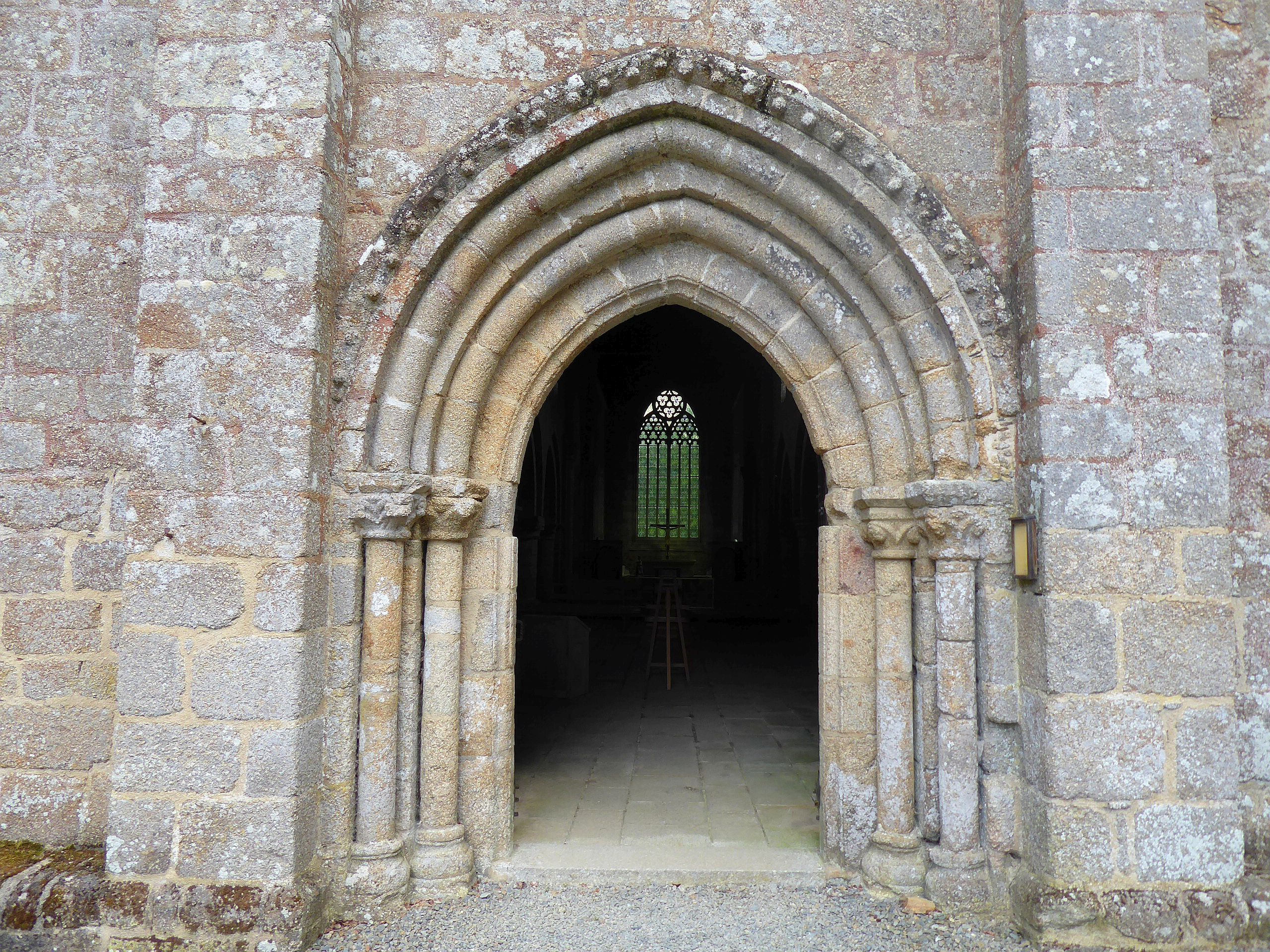
Portail ouest.
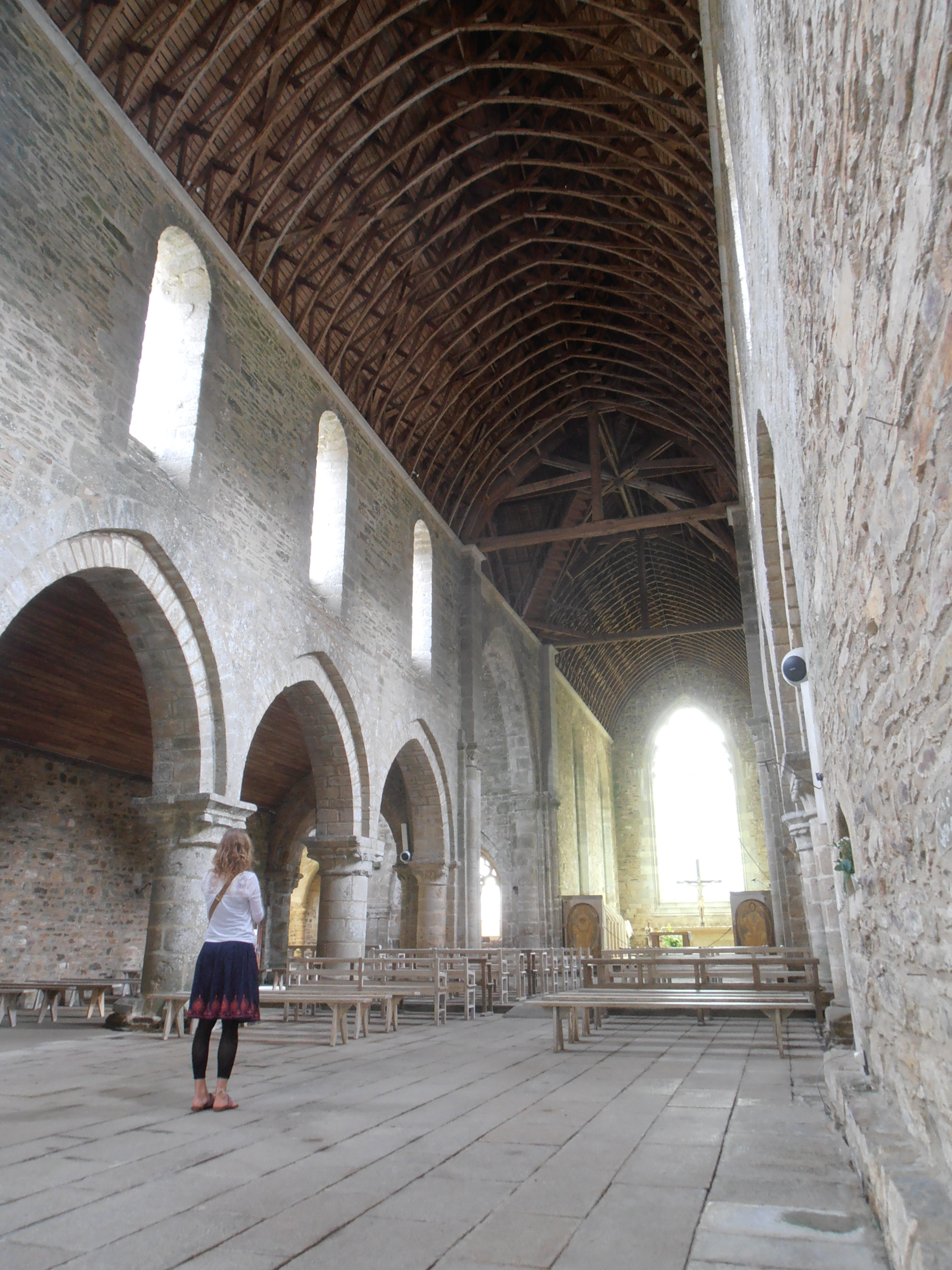
La nef.
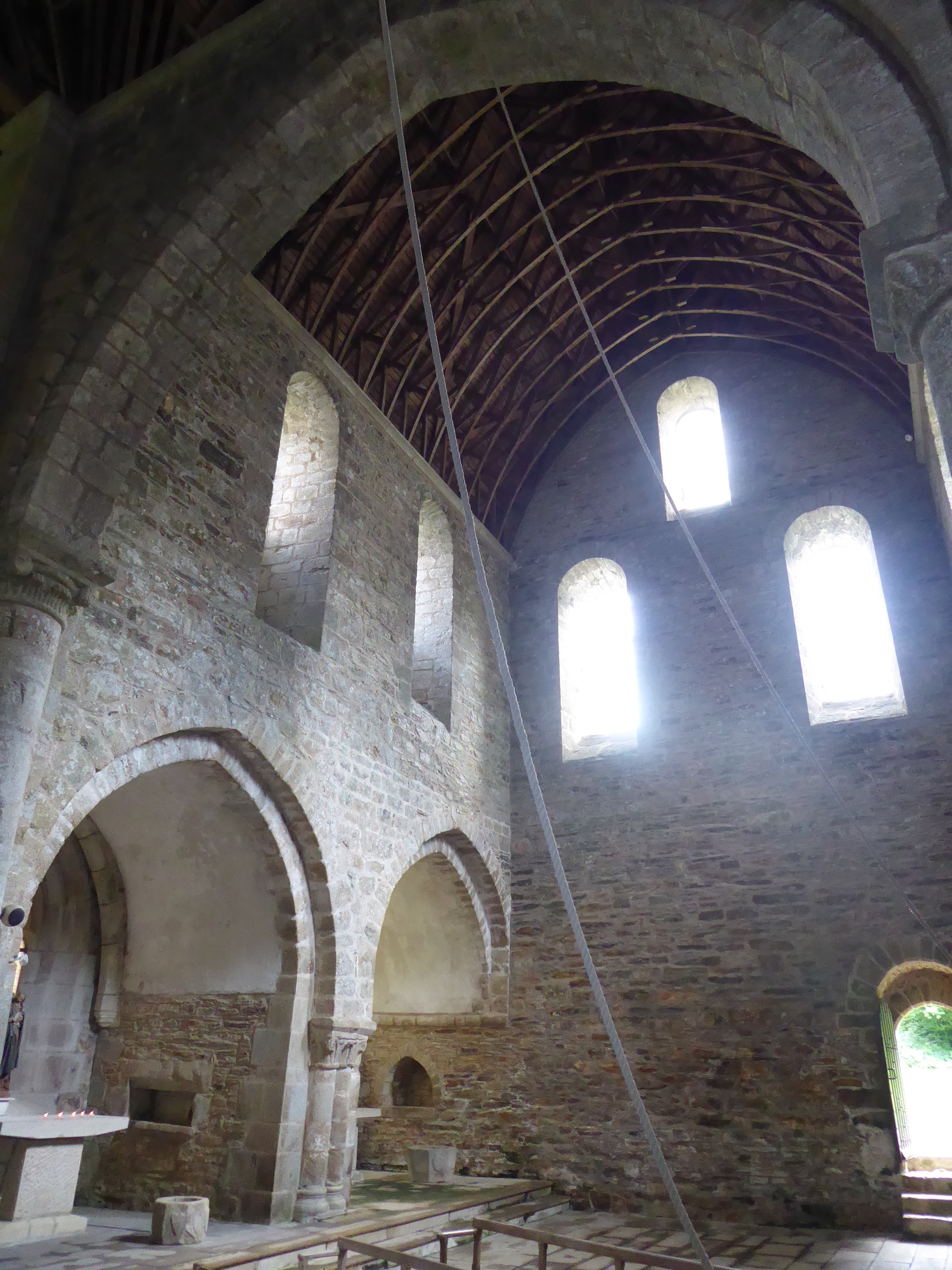
Le transept sud.

### Les bâtiments de la clôture.
L’armarium se dresse contre le mur ouest du transept nord, à l’angle du cloître disparu qui le protégeait des intempéries. Il est formé de trois niches de plein cintre montées sur un mur-bahut, encadrées de part et d’autre par une colonnette engagée à chapiteau sculpté. Chaque niche destinée à recevoir les livres est divisés en trois par deux épaisses tablettes de pierre.
Au nord, dans le prolongement du transept se trouve la sacristie,. Elle se prolonge par les ruines de la salle capitulaire, du XIIe siècle, dont l’élément le plus remarquable est sa façade côté cloître, formée de deux baies géminées encadrant la porte. Les arcs sont de plein cintre. Les faisceaux de colonnettes reposent sur un mur-bahut et sont ornés de chapiteaux sculptés de motifs végétaux. À l’intérieur le sol est jonché d’éléments de sculpture ainsi que de deux fûts de colonnes. Sous la terre et la végétation, le sol de terre cuite d’origine est toujours en place et on peut craindre qu’il ne se détériore faute de protection contre les intempéries.
Les autres bâtiments, déjà profondément remaniés aux XVIIe et XVIIIe siècles, ont été fortement restaurés au XXe siècle.

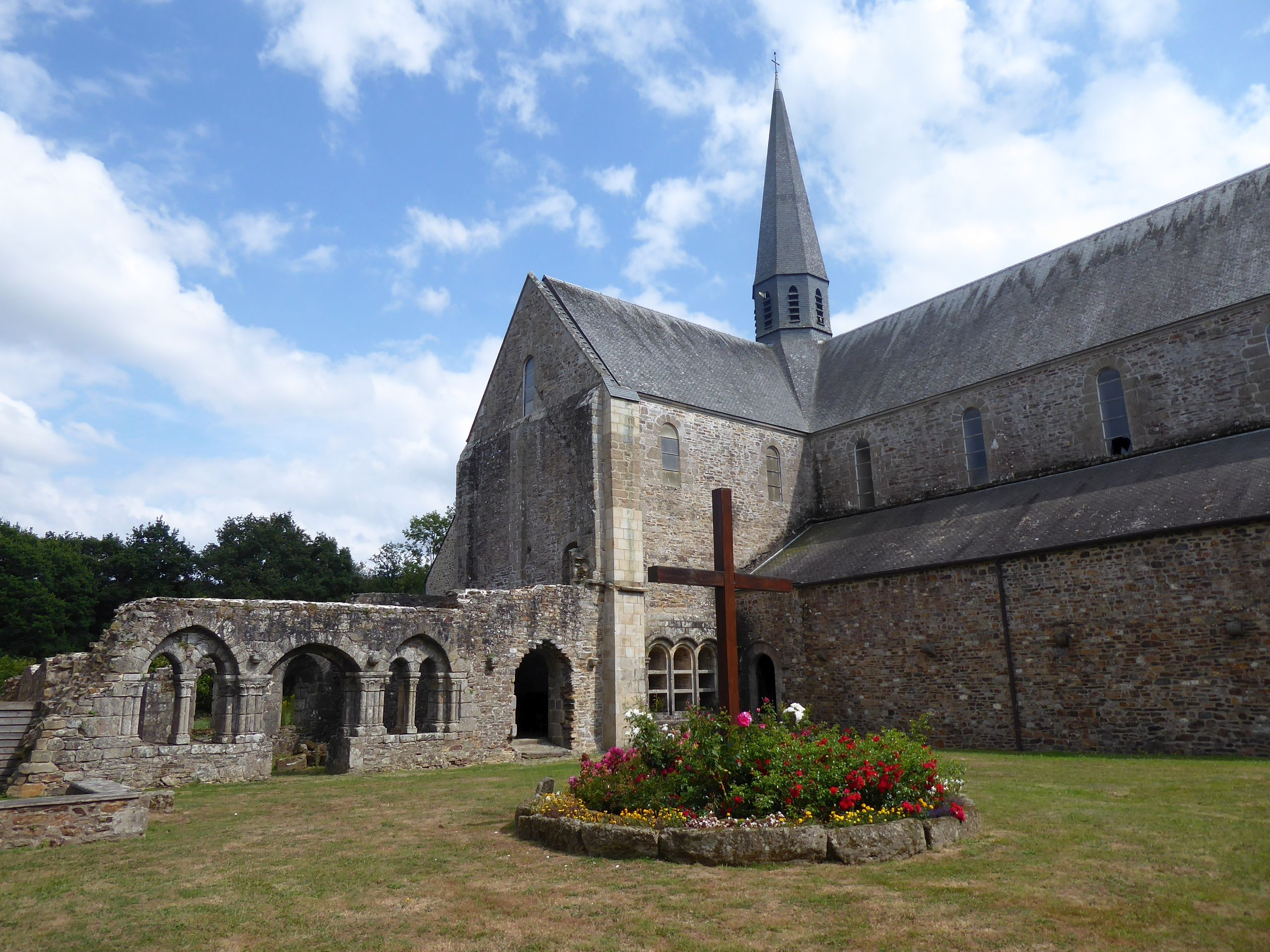
La salle capitulaire et l'armarium.
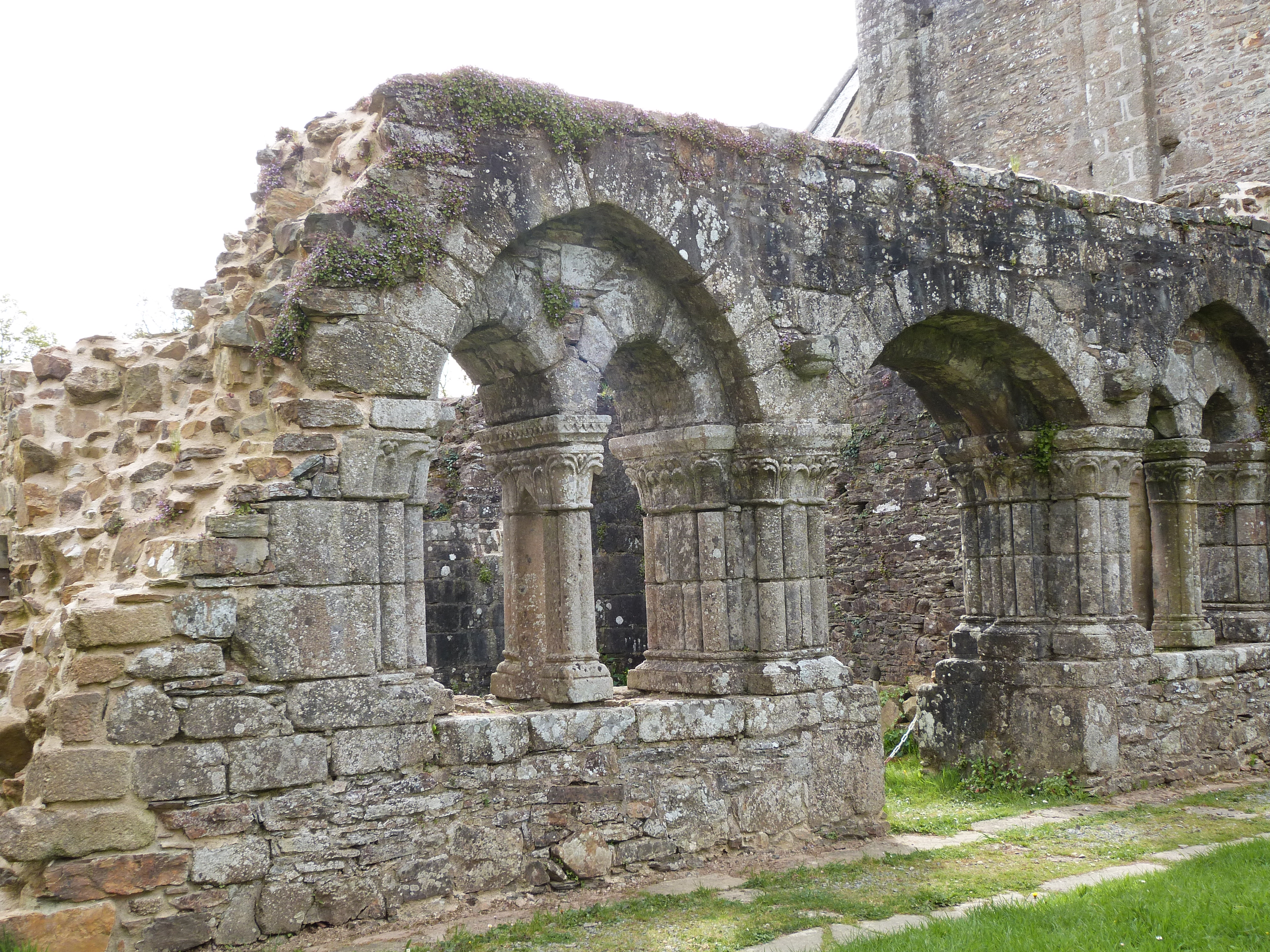
Vestiges de la salle capitulaire.
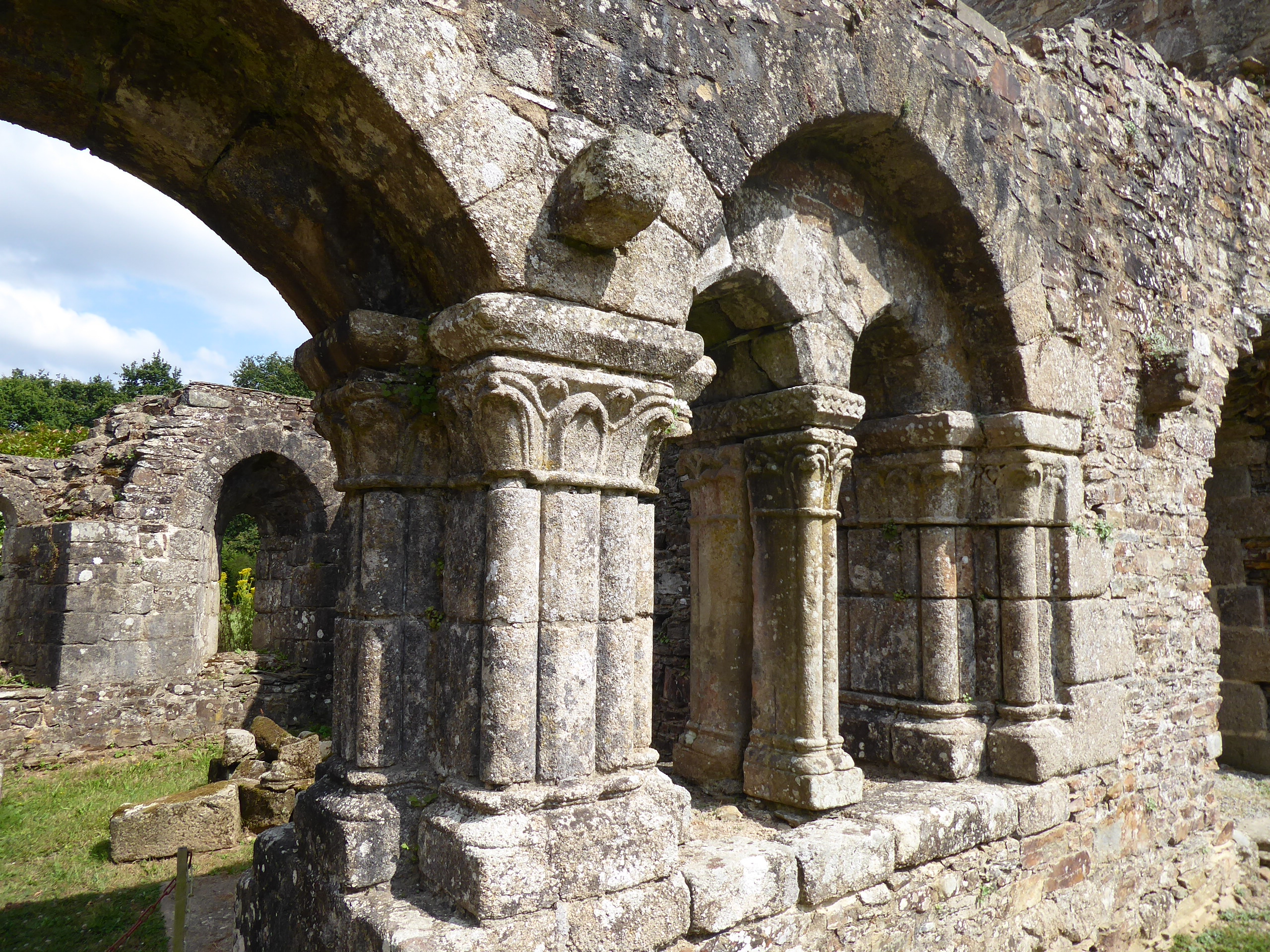
Baie géminée de la salle capitulaire.